# La casa en que vivimos
La casa en que vivimos es una película chilena de 1970. Es el último largometraje del director Patricio Kaulen, donde da una visión realista de la clase media chilena que transcurre en tres épocas: 1940, 1970 y 1980. La casa en que vivimos tiene un extenso elenco, en los que se destacan Carmen Barros, Domingo Tessier, Leonardo Perucci y Tennyson Ferrada.

## Sinopsis
La película cuenta la vida de una típica familia de clase media local, cubriendo varias décadas, desde el matrimonio de los dueños de casa hasta la reunión donde celebran su 25º aniversario.

## Reparto
- Carmen Barros como Luchita
- Domingo Tessier como Domingo Gutiérrez
- Leonardo Perucci como Julio
- Tennyson Ferrada como El mayor
- Pury Durante
- Eliana Vidal
- Enrique Heine como Luciano Gómez
- María de la Luz Pérez
- Katya Vanova
- Jorge Sallorenzo
- Matilde Broders
- María Castiglione
- Amelia Requena
- Cora Santa Cruz
- Mireya Véliz
- Anita del Valle
- Rubén Ubeira
- Olga Ambroggio
- Celino Hernández
- Raúl Osorio
- Mario Cazenave
- Francisco Morales
- Andrés Silva
- Gloria Münchmeyer
- Gabriel Peña
- Francisco Soto
- Sergio Sotomayor Prat
- Wenceslao Parada
- Enrique Madiña
- Orlando Andreu
- Paolo Salvatore
- Lucho Silva
- Pepe Rojas como tío Ernesto